# Музей авиационной техники Центрального аэроклуба ДОСААФ имени С. Грицевца
Музей авиационной техники Центрального аэроклуба ДОСААФ имени С. Грицевца — крупнейший белорусский музей авиационной техники, расположенный около Минска.

## История
4 июля 2009 года — открытие музея.
На 2009 год в музее находилось 26 экспонатов.
2020 год — Переезд авиамузея в Боровой на новое место — в Липки.

## Организаторы
- Министерства обороны, транспорта и коммуникаций
- Мингорисполкомом
- Миноблисполкомом
- ДОСААФ

При поддержке Государственного секретариата Совета Безопасности Беларуси

## Экспонаты
Фронтовая авиация: Ли-2 (модель 1953 года, прежнее местоположение — экспозиция Музей истории Великой Отечественной войны). На таком самолёте в 1943 году И. Сталин летал на Тегеранскую конференцию.
В экспозиции Музея авиационной техники находятся летательные аппараты:
– самолёты (Ан-2, Ил-14П, МиГ-15УТИ, МиГ-17, МиГ-19С, МиГ-21СМТ, МиГ-23УБ, МиГ-25БМ, МиГ-27К, Су-7БМК, Су-17М, Су-25, Су-27П, Як-18, Як-25М, Як-28ПП, L-29 «Delfin» и экспериментальный самолёт OW-1);
– вертолёты (Ми-1М, Ми-2, Ми-8Т, Ми-24П);
– планер SZD 41 Jantar Standard.